# Adenomus kelaartii
Adenomus kelaartii är en groddjursart som först beskrevs av Günther 1858.  Adenomus kelaartii ingår i släktet Adenomus och familjen paddor. IUCN kategoriserar arten globalt som starkt hotad. Inga underarter finns listade i Catalogue of Life.

## Bildgalleri

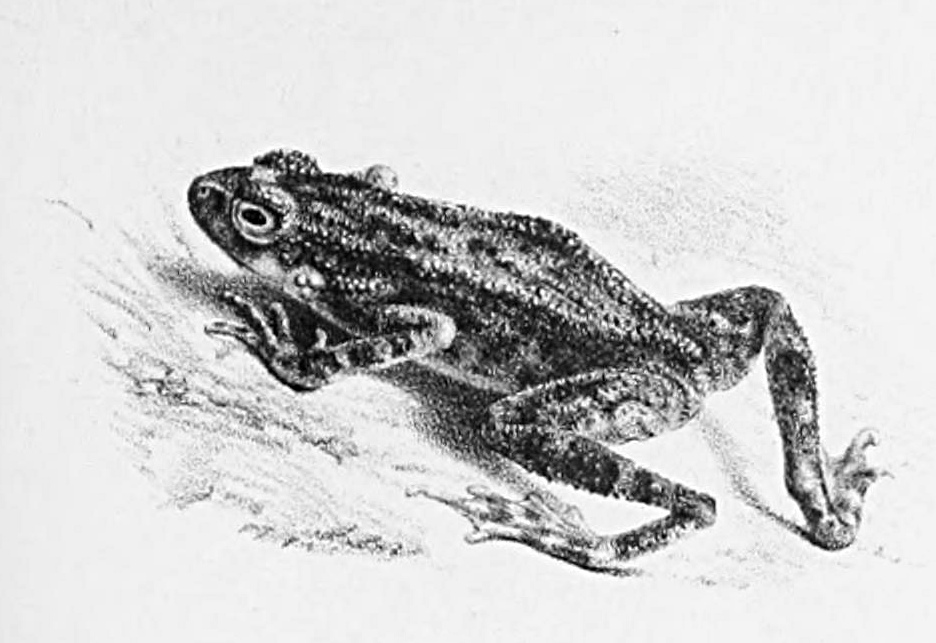